# Стефанія (принцеса Монако)
Принцеса Стефанія (фр. Stéphanie Marie Elisabeth Grimaldi); нар. 1 лютого 1965) — наймолодша дитина Рене ІІІ, князя Монако, та голівудської актриси Грейс Келлі. Сестра правлячого монарха князівства Монако, Альбера ІІ, та Кароліни, принцеси Гановерської. Носить титул графині Полін'як.

## Молоді роки
13 вересня 1982 року під час повернення додому з їхньої ферми у Рокажелі у Франції, Стефанія разом з матір'ю потрапила у автокатастрофу. Автомобіль, яким керувала Грейс, принцеса Монако, впав у прірву. Досі ходять чутки, що насправді за кермом була Стефанія, але цей факт нібито приховала влада.
Грейс отримала травми, несумісні з життям, і 14 вересня родина ухвалила рішення відключити принцесу від апарату життєзабезпечення. Дочка принцеси, Стефанія, не змогла бути присутньою на похороні матері через важку травму хребта.
Стефанія відмовлялася розмовляти на тему смерті матері до 1989, коли вона дала інтерв'ю письменнику Джеффрі Робінсону, який наполягав на тому, що поширена версія історії неправдива. Вона сказала: "На мене тиснули через те, що усі вважали, що машину вела я, що це моя провина, що я ніби вбила свою матір… Нелегко, коли тобі 17, жити з цим.
Вона не обговорювала цю тему знову до інтерв'ю французькому журналу «Парі Матч» (Paris Match) у 2002 році, у якому вона повторила своє заперечення та переповіла, яка це була травма пережити поруч з матір'ю ту аварію. Стефанія сказала: «Не тільки я пройшла через жахливу травму втрати матері в дуже юному віці, але я була поруч з нею у момент катастрофи. Ніхто не може уявити, як я страждала і страждаю досі.»

## Світське життя та меценатство
Принцеса Стефанія є президентом міжнародного фестивалю циркового мистецтва, який проводиться у Монте-Карло.
У 2013 році нагороду фестиваля «Бронзовий клоун» виграло комік-тріо з України «Еківоки».

## Сім'я та діти
Перший шлюб з Даніелем Дюкруе в 1995-1996 роках. Двоє дітей
- Луї Роберт Поль ( нар.1992 р.)

- Полін ( нар.1994 р.)

Ще одна дитина
- Камілла Марі Келлі ( нар.1998 р.) від Жана Реймонда Готліба

Другий шлюб 2003-2004 роки з Адан Лопес Пересом, цирковим акробатом

## Герб
Червоні ромби на білому тлі. Девіз роду Гарімальді: «Deo Juvante» (лат. З Божою поміччю).